# Бридж-Крік (Вісконсин)
Бридж-Крік (англ. Bridge Creek) — місто (англ. town) в США, в окрузі О-Клер штату Вісконсин. Населення — 2214 особи (2020).

## Демографія
Згідно з переписом 2010 року, у місті мешкало 1900 осіб у 604 домогосподарствах у складі 475 родин. Було 832 помешкання
Расовий склад населення:
| - 97,9 % — білих - 0,3 % — чорних або афроамериканців - 0,3 % — азіатів - 0,2 % — корінних американців |

До двох чи більше рас належало 0,9 %. Частка іспаномовних становила 1,6 % від усіх жителів.
За віковим діапазоном населення розподілялося таким чином: 32,2 % — особи молодші 18 років, 54,8 % — особи у віці 18—64 років, 13,0 % — особи у віці 65 років та старші. Медіана віку мешканця становила 33,2 року. На 100 осіб жіночої статі у місті припадало 106,5 чоловіків;  на 100 жінок у віці від 18 років та старших — 110,5 чоловіків також старших 18 років.
Середній дохід на одне домашнє господарство  становив 64 115 доларів США (медіана — 58 233), а середній дохід на одну сім'ю — 63 838 доларів (медіана — 58 922). Медіана доходів становила 34 402 долари для чоловіків та 23 913 долари для жінок. За межею бідності перебувало 22,4 % осіб, у тому числі 29,3 % дітей у віці до 18 років та 25,9 % осіб у віці 65 років та старших.
Цивільне працевлаштоване населення становило 731 особа. Основні галузі зайнятості: виробництво — 29,4 %, освіта, охорона здоров'я та соціальна допомога — 14,6 %, роздрібна торгівля — 9,0 %, будівництво — 8,9 %.